# Cassolus peninsularis
Cassolus peninsularis là một loài bọ cánh cứng trong họ Bọ hung (Scarabaeidae).